# Американский законодательный совет
Американский законодательный совет (American Legislative Exchange Council) — некоммерческая внепартийная организация, объединение американских законодателей штатов, преимущественно являющихся членами Республиканской партии. В организации состоит около 2400 человек, что составляет треть численности законодателей штатов. Организация придерживается консервативной идеологии и отстаивает нерегулируемый капитализм.
Совет основан в 1973 году консервативным политическим активистом Полом Уэйричем (который был казначеем совета с 1981 по 1992 год), Генри Хайдом, Лу Барнеттом и другими. Первоначально преследовалась цель противодействия разрешению абортов и принятию поправки о равных правах для женщин (Equal Rights Amendment). К 1990-м годам Американский законодательный совет превратился во влиятельную организацию, лоббирующую корпоративные интересы крупных компаний.
Среди спонсоров Совета: Американский совет по ядерной энергии (American Nuclear Energy Council), Американский институт нефти, Coors Brewing Company, Texaco, Pharmaceutical Research & Manufacturers of America, Phillip Morris, R.J. Reynolds Tobacco, Церковь сайентологии, Exxon Mobil, Amway.
22 сентября 2014 совет покинула компания Google.